# Познанка (село)
Познанка (укр. Пізнанка) — село в Гримайловской поселковой общине Чортковского района Тернопольской области Украины.
До 2020 года входило в Гусятинский район.
Код КОАТУУ — 6121685801. Население по переписи 2001 года составляло 308 человек.

## Географическое положение
Село Познанка находится на правом берегу реки Гнилая, ниже по течению на расстоянии в 1,5 км расположено село Глебов.

## История
- 1628 год — дата основания.

## Объекты социальной сферы
- Школа I ст.
- Фельдшерско-акушерский пункт.